# Lindford Gillitt
Lindford Gillitt (nascido em 26 de agosto de 1964) é um ex-ciclista olímpico belizenho. Representou sua nação nos Jogos Olímpicos de Verão de 1984, na prova de corrida individual em estrada.